# Diocese de Sobral
A Diocese de Sobral (em latim: Diœcesis Sobralensis) é uma divisão territorial da Igreja Católica no estado do Ceará, Brasil. Foi criada a 10 de novembro de 1915 pela bula “Catholicae Religionis Bonum” do Papa Bento XV, sendo desmembrada da então Diocese de Fortaleza (hoje arquidiocese). Seu atual bispo diocesano é Dom José Luiz Gomes de Vasconcelos.

## História
A diocese foi erigida em 10 de novembro de 1915, pela bula Catholicae Religionis Bonum do Papa Bento XV, obtendo seu território da diocese do Ceará, que na mesma época foi elevada à categoria de arquidiocese metropolitana e tomou o nome de arquidiocese de Fortaleza.
Em 23 de setembro de 1963, cedeu parte do seu território para a ereção da diocese de Crateús por meio da bula Pro apostolico do Papa Paulo VI.
Em 13 de março de 1971, cedeu outras porções de território para a ereção das dioceses de Itapipoca e Tianguá por meio da bula Qui summopere do Papa Paulo VI.

## Museu diocesano
A diocese criou e mantém o Museu Dom José uma instituição criada pelo bispo diocesano Dom José Tupinambá da Frota em 29 de março de 1951 e que é considerado o quinto museu de arte sacra mais importante do Brasil, com mais de trinta mil peças em seu acervo.

## Bispos
|                 | Nome                              | Período                 | Notas                                                                                         |
| Bispos          | Bispos                            | Bispos                  | Bispos                                                                                        |
| --------------- | --------------------------------- | ----------------------- | --------------------------------------------------------------------------------------------- |
| 7º              | José Luiz Gomes de Vasconcelos    | 2015 - Atual            |                                                                                               |
| 6º              | Odelir José Magri, MCCJ           | 2010 - 2014             | Nomeado bispo (atual arcebispo metropolitano) de Chapecó.                                     |
| 5º              | Antônio Fernando Saburido, O.S.B. | 2005 - 2009             | Nomeado arcebispo de Olinda e Recife.                                                         |
| 4º              | Aldo de Cillo Pagotto, S.S.S.     | 1998 - 2004             | Nomeado arcebispo da Paraíba.                                                                 |
| 3º              | Valfrido Teixeira Vieira          | 1965 - 1998             | Renunciou por limite de idade (Cân. 401, do CDC). Faleceu em 2001.                            |
| 2º              | João José da Mota e Albuquerque   | 1961 - 1964             | Nomeado arcebispo de São Luís.                                                                |
| 1º              | José Tupinambá da Frota           | 1916 - 1923 1924 - 1959 | Foi nomeado bispo de Uberaba em 1923. Nomeado novamente para Sobral em 1924. Faleceu em 1959. |
| Bispo-coadjutor |                                   |                         |                                                                                               |
|                 | Aldo de Cillo Pagotto, S.S.S.     | 1997 - 1998             |                                                                                               |
| Bispo-auxiliar  |                                   |                         |                                                                                               |
|                 | José Bezerra Coutinho             | 1956 - 1961             | Nomeado bispo de Estância.                                                                    |